# Hemidactylus principensis
Espèce
Hemidactylus principensis est une espèce de geckos de la famille des Gekkonidae.

## Répartition
Cette espèce est endémique de Principe à Sao Tomé-et-Principe.

## Description
Le mâle mesure 61,4 mm et la femelle 54,2 mm (SVL).

## Étymologie
Son nom d'espèce, composé de princip[e] et du suffixe latin -ensis, « qui vit dans, qui habite », lui a été donné en référence au lieu de sa découverte.

## Publication originale
- Miller, Sellas & Drewes, 2012 : A new species of Hemidactylus (Squamata: Gekkonidae) from Príncipe Island, Gulf of Guinea, West Africa with comments on the African-Atlantic clade of Hemidactylus geckos. African Journal of Herpetology, vol. 61, n. 1, p. 40-57.